# Diego García (atleta)
Diego García Corrales (Azcoitia, 12 de octubre de 1961 - Azpeitia, 31 de marzo de 2001), fue un atleta español especializado en la maratón, prueba en la que fue subcampeón de Europa en 1994.

## Biografía
Nació en la localidad de Azcoitia (Guipúzcoa), País Vasco en 1961. Comenzó su carrera deportiva corriendo la prueba de los 10 000 metros, aunque sin gran éxito. En 1989 corrió su primera maratón, reconvirtiéndose a partir de entonces en un especialista de esta prueba de gran fondo.
En 1990 fue segundo en la Maratón de San Sebastián. Su fiabilidad competitiva le llevó a ser seleccionado por el equipo de atletismo español siendo su primera gran cita el Campeonato Mundial de Atletismo de 1991.
En 1992 batió el récord de España de maratón (2h10'30) y participó en los Juegos Olímpicos de Barcelona 1992, donde quedó noveno en la prueba de Maratón, a las puertas del diploma olímpico. 
En 1994 se convirtió en corredor profesional de maratón y obtuvo el mayor éxito de su carrera al obtener la medalla de plata en el Maratón del Campeonato Europeo de Atletismo de 1994 celebrado en Helsinki. En esta prueba el equipo español formado por Martín Fiz, Diego García y Alberto Juzdado obtuvo un histórico triplete, que es considerado uno de los mayores éxitos del atletismo español en su historia.
En 1995 participó en el Campeonato Mundial de Atletismo disputado en la ciudad sueca de Gotemburgo. Tras el subcampeonato del año anterior en el europeo, García partía como uno de los favoritos, pero solo puedo obtener la 6.ª plaza. Aquel año García ganó la única maratón de su carrera, la Maratón de Sevilla y bajó por primera y única vez en su carrera de los 2h10', batiendo su plusmarca personal con (2h09'51) y quedando 4.º en la Maratón de Fukuoka (Japón).
En 1996 participó en los Juegos Olímpicos de Atlanta donde quedó en 52.º lugar de la prueba de maratón.
En 1997 participó sin éxito en el Mundial de Atenas, fue segundo en la Maratón de Barcelona y fue galardonado con el Premio Príncipe de Asturias de los Deportes, junto al resto del equipo español de Marathón que tantos éxitos había obtenido en los últimos años en Mundiales y Europeos. (Abel Antón, Martín Fiz, José Manuel García, Fabián Roncero y Alberto Juzdado.
Su última gran cita internacional fue el Europeo de Atletismo de 1998 en Budapest. En el año 2000, con 39 años de edad y tras disputar cerca de 30 maratones en su carrera, se retiró de la alta competición. Rindió a buen nivel hasta el año de su retirada ya que en 2000 fue 2.º en la Maratón de Seúl y 2.º en la Media Maratón Behovia-San Sebastián, que fue la carrera con la que se despidió.
El 31 de marzo de 2001 falleció repentinamente en Loyola (a medio camino entre Azpeitia y Azcoitia) tras sufrir un ataque al corazón mientras entrenaba para la media maratón Azkoitia-Azpeitia, prueba que precisamente iba a servir ese año como homenaje popular a su figura tras su reciente retirada. Según la autopsia, su muerte fue consecuencia de una miocardiopatía arritmogénica, probablemente congénita, sin diagnosticar. Desde 2002 hay una escultura de homenaje a Diego García en Loyola (Azpeitia) junto al lugar donde falleció.

### Media Maratón Azcoitia-Azpeitia. Memorial Diego García
La Media Maratón Azcoitia-Azpeitia es una prueba atlética muy ligada a la figura de Diego García. Comenzó a disputarse a principios de los años 90, coincidiendo con los primeros éxitos de este atleta. Une la localidad natal de García (Azcoitia) con la localidad donde residía (Azpeitia) y el propio García contribuyó a popularizar e impulsar la prueba en sus primeras ediciones. Además García falleció mientras preparaba la edición de 2001 en la que estaba previsto rendirle homenaje tras su retirada. Por todo ello tras su muerte la carrera pasó a llamarse Memorial Diego García.